# 吉川武彦
吉川 武彦（きっかわ たけひこ、1935年10月30日 - 2015年3月21日）は、日本の医学者、精神科医。金沢市出身。1961年千葉大学医学部医学科卒。1966年同大学院医学研究科神経精神医学専攻修了（医学博士、論文の題は「ロールシャッハテストによる不安の研究 : 特に不安の顕在化と潜在化をめぐる精神力動について」）。
また、日本泳法委員として日本泳法の普及、発展に尽力。古式泳法の水府流太田派 桐游倶楽部の免許皆伝。

## 経歴
学生時代には安保闘争に参加、1960年6月15日のデモでは国会へ詰めかける。この時、先頭に立っていた樺美智子が倒れ込むところを間近に目撃、混乱のなかから樺美智子を引きずり出して救護所へ運び込んだ。
この学生運動の経験から、国家権力は「外」から変えられないならば、国家権力の懐に飛び込み「内」から変えようと決心した。と、同氏は近年の談話で回顧した。
長野県立駒ヶ根病院（現：長野県立こころの医療センター駒ヶ根）医長をはじめとし、琉球大学教育学部 教授（1975年）、東京都立中部総合精神保健福祉センター 部長（1985年）、国立精神・神経センター（現：国立精神・神経医療研究センター）精神保健研究所 部長（1988年）、国立精神・神経センター 武蔵病院リハビリテーション 部長（1995年）、国立精神・神経センター 精神保健研究所 所長（1997年）、国立精神・神経センター 精神保健研究所 名誉所長（2001年）、中部学院大学大学院人間福祉学研究科 教授（2001年） 、中部学院大学 名誉教授、清泉女学院大学・清泉女学院短期大学 学長（2012年）を勤めた。
生涯にわたり、精神障がい者の社会復帰とその家族の支援にあたるとともに、「心を豊かにする」をテーマに婦女子の教育に努めた。
2012年、瑞宝中綬章受章。
2013年、赴任先の長野市で生涯学習を視野に私塾・吉川塾（きっかわじゅく、代表者は山田雅之）を立ちあげ、長野清泉女学院中学校・高等学校で講座「医学的人間学」（1講座90分間、全15回）を試験的に開催。本講座は、翌年度には同校により課外講座として正式採用・開設され、多くの中学・高等学校の女学生が聴講した。
清泉女学院大学・清泉女学院短期大学 学長として、将来的には医学部ならびに看護学部（2019年4月1日開設の現看護学部看護学科）の新設に尽力した。
また、およそ50年間にわたり自殺についての研究をおこない、2009年7月に著書『自殺防止 支え合う関係を創り出すことから』（サイエンス社刊）を世に出す。自殺の研究と併せて、教職員のメンタルケアに注目・研究をおこなう。2014年1月には文部科学省 教職員のメンタルヘルス対策会議の座長に就任した。
なお、清泉女学院大学・清泉女学院短期大学の学長に就任後、中部学院大学での経験と実績をもとに高等教育コンソーシアムに取り組み、高等教育コンソーシアム信州の設立に尽力する。
一方、厚生労働省 脳死下での臓器提供に係る検証会議の委員にあって「脳死臓器移植については、その決断をしたドナー家族の苦悩が永く続くことから、慎重であるべし」と医師としての意見を貫いた。
2015年（平成27年）3月21日、東京都内の病院で心不全により逝去。享年79歳。10日に妻と52回目の結婚記念日を笑顔で穏やかに過ごしてからのことであった。叙従四位。

## 著書

### 単著
- 『こころの健康学』（大修館書店、健康科学ライブラリー5） 1984.9　ISBN 9784469163551
- 『心の健康＆心の病い』（NOVA出版） 1986.5　ISBN 9784930914330
- 『高齢化社会 - 病院・家族・地域ぐるみの看護』（ユリシス・出版部、ハートフルケアシリーズ） 1989.3　ISBN 9784896961027
- 『痴呆性老人 - 看護と介護を考える』（ユリシス・出版部、ハートフルケアシリーズ） 1989.11　ISBN 9784896961034
- 『こころの健やかさとは - 思春期を考える』（ユリシス・出版部） 1992.7　ISBN 9784896968026
- 『こころを育む - 思春期を考える』（ユリシス・出版部） 1992.7　ISBN 9784896968019
- 『こころの手紙 - 悩むあなたと医師との往復書簡』（法研） 1992.8　ISBN 9784879540065
- 『精神障害をめぐって - メンタルヘルスはいまなぜ必要か』（中央法規出版） 1992.12　ISBN 9784805810491
- 『精神保健マニュアル』（南山堂） 1993.1　ISBN 9784525381332
- 『こころが危ない - 失われゆく母性への標』（関西看護出版） 1993.9　ISBN 9784906438112
- 『地域精神保健活動入門』（金剛出版） 1994.3　ISBN 9784906438112
- 『途中下車症候群 - “時代”に圧し潰された若者たちの不気味なメッセージ』（太陽企画出版） 1994.9　ISBN 9784884662356
- 『ケアのための患者理解（ケアハンドブック）』（関西看護出版） 1995.1　ISBN 9784906438143
- 『いい子に育てたい - 親の願い・子の願い・教師の願い』（関西看護出版） 1995.5　ISBN 9784906438204
- 『翼をもった青年たち - わたしたちは旅に出た』（大揚社） 1996.1　ISBN 9784795243613
- 『これからの地域精神保健 - 病院看護と地域看護の連携を求めて』（医学書院） 1996.4　ISBN 9784260348966
- 『ゆううつ症候群 - こころが風邪をひいたとき』（法研） 1996.11　ISBN 9784879541628
- 『こころの危機管理  -“いざ”というときのために』（関西看護出版） 1997.6　ISBN 9784906438259
- 『いま、こころの育ちが危ない』（毎日新聞社） 1998.6　ISBN 978462031222-4
- 『管理職のためのこころの健康法』（ぎょうせい） 1998.8　ISBN 9784324054802
- 『「こころの病い」事始め』（明石書店） 1998.9　ISBN 9784750310763
- 『人はなぜ心を病むのか - 迷路の中の「子ども」たち』（太陽企画出版） 1998.10　ISBN 9784884663056
- 『高齢化社会 - 病院・家族・地域ぐるみの看護』第2版（ユリシス・出版部、ハートフルケアシリーズ） 1999.4　ISBN 9784896961058
- 『「居心地のよいこころ」をつくる本 - 頑張り屋さんの気持ちをラクにするヒント』（大和書房） 1999.12　ISBN 9784479790501
- 『こころの薄墨 老いとボケ - その現実と介護の実際』（NOVA出版） 2000　ISBN 9784930914293
- 『ことばにならないこころのS・O・S - 孤立する「子ども」「教師」のこころ』（少年写真新聞社） 2001.6　ISBN 9784879812650
- 『「引きこもり」を考える - 子育て論の視点から』（日本放送出版協会） 2001.12　ISBN 9784140019306
- 『患者理解総論』（関西看護出版） 2002.11　ISBN 9784906438570
- 『こんな管理職はいらない』（関西看護出版） 2006.6　ISBN 9784906438792
- 『実践・ロールシャッハ法 - 自分がよくわかる、人がよくわかる、臨床に役立つ』（関西看護出版） 2007.5　ISBN 9784906438945
- 『精神科医吉川武彦&ドクターK ボケ介護日誌』（クオリティケア） 2008.6　ISBN 9784904363010
- 『自殺防止 - 支え合う関係を創り出すことから』（サイエンス社、ライブラリ こころの危機 Q&A） 2009.7　ISBN 9784781912318

他

### 共著
- 『精神障害者の生活支援Q&A』（寺谷隆子, 池末美穂子共著、全国社会福祉協議会） 2003.7　ISBN 9784793507281
- 『福祉を学ぶ人のための医学入門』（中部学院大学シリーズ）（岡本健、角川学芸出版） 2005.5　ISBN 9784046515971
- 『こころが若返る脳トレ - ダイバージェント・シンキング型記憶力・注意力・計画力トレーニング』（小貫榮一、騒人社） 2009.1　ISBN 9784882900580

他

### 論文
- 「幻聴に対する認知療法的接近法（第1報） - 患者・家族向けの幻聴の治療のためのパンフレットの作成」（吉川武彦, 原田誠一, 岡崎祐士, 亀山知道、精神医学, 39(4), 363-370.） 1997
- 「幻聴に対する認知療法的接近法（第2報） - 幻聴の治療のためのパンフレットの利用法とアンケート調査の結果」（吉川武彦, 原田誠一, 岡崎祐士, 亀山知道、精神医学, 39(5), 529-537.） 1997

他